# W.F.O.
《W.F.O. (Wide Fucking Open)》는 미국의 스래시 메탈 밴드 오버킬의 일곱 번째 스튜디오 음반으로, 1994년 7월 15일, 애틀랜틱 레코드에서 발매되었다. 이 음반에는 98번 트랙에서 "숨겨진 노래"가 수록되어 있으며, 스튜디오에서 워밍업을 하는 밴드가 블랙 사바스의 〈Heaven and Hell〉, 주다스 프리스트의 〈The Ripper〉, 지미 헨드릭스의 〈Voodoo Child (Slight Return)〉를 연주하는 것이 특징이다. 기악곡 R.I.P. (Undone)는 음반 발매 9개월 전 사망한 밴드 사바타지의 공동창업자 크리스 올리바를 기리기 위해 작곡됐다.
《W.F.O.》는 이전 5장의 음반을 발매한 애틀랜틱 레코드가 발매한 마지막 오버킬 음반이자 기타리스트 롭 칸나비노, 메리트 갠트와 함께한 마지막 음반이다. 《W.F.O.》와 《I Hear Black》은 운디드 버드 레코드에서 2005년에 재발매되었다.

## 평가
| 전문가 평가 | 전문가 평가 |
| 평가 점수   | 평가 점수   |
| 출처        | 점수        |
| ----------- | ----------- |
| Allmusic    | [ 3 ]       |
| Rock Hard   | 9.0/10      |

올뮤직의 제이슨 앤더슨은 이 음반에 5개 중 4개의 별을 수여하며 "《W.F.O.》는 아마도 스래시 메탈 밴드의 90년대 상업적인 기절의 시작일 것이다"라고 말하며 긍정적인 평가를 내렸다. 앤더슨은 이어 "이 1994년 발매 당시, 이 그룹의 인기는 스래시나 80년대를 연상시키는 어떤 것에서든 크게 벗어난 록 패션 트렌드로 인해 약간 시들해졌을지도 모른다. 그렇다고 해서 《W.F.O.》가 좋은 음반이 아니라는 뜻은 아니다. 이것은 아마도 이 밴드의 최고이자 마지막 스래시 저그너트들 중 하나일 것이다."
《W.F.O.》는 1994년 《빌보드》 히트시커스 차트에서 9위에 도달하여 오버킬의 3번째로 높은 차트 순위가 되었다(《I Hear Black》과 《Ironbound》가 각각 3위와 4위로 정점을 찍은 후). 그들의 이전 음반들과 달리, 이 음반은 빌보드 200에서 차트에 오르지 못했다.

## 곡 목록
모든 곡들은 바비 엘스워스와 D.D. 버니에 의해 작사/작곡하였다.
| #   | 제목                          | 재생 시간 |
| --- | ----------------------------- | --------- |
| 1.  | 〈Where It Hurts〉            | 5:33      |
| 2.  | 〈Fast Junkie〉               | 4:21      |
| 3.  | 〈The Wait/New High in Lows〉 | 5:46      |
| 4.  | 〈They Eat Their Young〉      | 4:57      |
| 5.  | 〈What's Your Problem〉       | 5:10      |
| 6.  | 〈Under One〉                 | 4:14      |
| 7.  | 〈Supersonic Hate〉           | 4:17      |
| 8.  | 〈R.I.P.〉                    | 1:43      |
| 9.  | 〈Up to Zero〉                | 4:07      |
| 10. | 〈Bastard Nation〉            | 5:38      |
| 11. | 〈Gasoline Dream〉            | 6:49      |